# Antonov A-7
Pour les articles homonymes, voir A-7.
L'Antonov A-7 est un planeur léger de transport de troupe soviétique. Il fut utilisé pendant la Seconde Guerre mondiale.

## Conception
Peu de temps après l'attaque allemande en 1941, le quartier-général soviétique réalisa qu'il avait besoin de planeurs de transport et fit développer plusieurs concepts. Oleg Antonov proposa un planeur léger, dont les premiers plans avaient été dessinés en 1939. Il reçut d'abord la désignation RF-8 (Rot Front-8), sa conception reposait essentiellement sur l'agrandissement du planeur sportif RF-7 (ru). En fonction des essais sa capacité fut portée de 5 à 7 hommes en incluant le pilote.
Il fut évalué à la fin de l'année 1941 et entra en production sous la désignation A-7 (pour Antonov, 7 personnes). Près de 400 exemplaires sortirent d'usine. Fin de l'année 1942 - début 1943, une variante particulière fut testée, il s'agissait d'un planeur-citerne pouvant transporter 1 000 litres de carburant pour char d'assaut. Il était tiré par un bombardier DB-3 qui s'y ravitaillait en vol afin d'accroître son rayon d'action. Cependant cette variante n'entra jamais en production[réf. souhaitée].

## Engagement
Le A-7 avec le Gribovski G-11 constituait la majorité des planeurs transports de troupe de l'Union soviétique. Ils étaient principalement utilisés pour ravitailler les partisans soviétiques en provisions, armes, équipements et en hommes entraînés. La plus intensive période d'utilisation eut lieu d'avril à novembre 1943 en Biélorussie dans la région Polotsk-Begoml (en)-Lepel. Plusieurs centaines de planeurs soviétiques de tous types furent utilisés pour des vols de ravitaillement nocturnes. Après l'atterrissage, les planeurs étaient souvent détruits et leur pilote éjecté de l'appareil. Les planeurs furent aussi utilisés par les partisans dans certaines zones en 1944. Ils furent aussi utilisés pour transporter des groupes de saboteurs derrière les lignes ennemies bien que la faible capacité du A-7 n'en fasse pas le meilleur outil pour ce type d'action. Les A-7 étaient principalement remorqués par des bombardiers Sb ou DB-3 (Le DB-3 pouvait tirer deux A-7).
Une action moins commune eut lieu en novembre 1942, il s'agissait de maintenir un pont aérien entre Moscou et Stalingrad afin de livrer du liquide de refroidissement ingelable pour les chars pendant la bataille de Stalingrad.

## Description
Le A-7 était un monoplan à ailes hautes tout en bois, il était doté d'un train d'atterrissage rétractable.
Son fuselage est de type semi-monocoque et possède une section rectangulaire. Le cockpit comporte un seul siège pour le pilote. Derrière lui, le compartiment comporte six sièges : à l'avant un siège de chaque côté se faisant face, à l'arrière un siège de chaque côté et deux sièges au milieu faisant face l'un à l'avant l'autre à l'arrière. Il y avait des doubles portes sur le côté gauche à l'avant de l'appareil et sur le côté droit à l'arrière. Il y avait des petits hublots ronds sur les portes et sur leurs côtés opposés.
Les ailes étaient constituées de trois parties en contreplaqué recouvert de tissu. Le train d'atterrissage était rétractable manuellement entre les deux sièges centraux. Dans le but de raccourcir l'atterrissage, le planeur pouvait se poser sur le ventre.
Le A-7 était considéré comme réussi, mais il possédait une capacité plus faible que l'autre planeur léger, le G-11. De plus la place destinée au fret était limitée par la position des sièges et par le système de relève du train d'atterrissage au centre du compartiment cargo. Il pouvait emporter sept soldats ou plus de 900 kg de fret.

## Utilisateur
- Union soviétique

### Aéronefs comparables
- Gribovski G-11
- DFS 230
- Waco CG-3
- General Aircraft Hotspur
- Maeda Ku-1 (en)